# Yang Hyun-suk
Đây là một tên người Triều Tiên, họ là Yang.
Yang Hyun-suk, (tiếng Hàn: 양현석, Hanja: 梁鉉錫, Hán-Việt: Lương Huyền Tích, sinh ngày 5 tháng 1 năm 1970) là cựu chủ tịch kiêm người sáng lập ra công ty giải trí YG Entertainment (đã rời công ty ngày 14 tháng 6 năm 2019 sau loạt scandal lùm xùm trong công ty), một trong những công ty tầm trung lớn của giới truyền thông Hàn Quốc.
Ngày 14/6/2019 Yang Hyun Suk tuyên bố từ chức Chủ tịch và rời YG entertainment cùng với em trai của mình là Yang Min-suk
Ngày 17/7/2019 ông chính thức bị cảnh sát cáo buộc là nghi phạm môi giới mại dâm

## Sự nghiệp trước đây
Trước khi thành lập YG Entertainment ông là một thành viên của nhóm nhạc Seo Taiji and Boys nổi tiếng vào thập niên 1992 đến 1996 cùng với Lee Juno và Yang Hyun-seok. Yang cho biết lần đầu tiên anh gặp Seo khi nhạc sĩ đến gặp anh để học nhảy. "Bị thổi bay" bởi âm nhạc của mình, Yang đề nghị gia nhập nhóm và sau đó họ đã tuyển dụng Lee, một trong những vũ công hàng đầu ở Hàn Quốc. Nhóm có ảnh hưởng đến nền âm nhạc Hàn Quốc, nổi tiếng với đĩa đơn "Nan Arayo" (tiếng Hàn Quốc: "알아요", "Tôi biết"). Nhóm đã nhận được những lời chỉ trích cho album khác nhau, đáng chú ý nhất cho các bài hát, "Shidaeyugam" (tiếng Hàn Quốc: 시대 유감, "Hối hận về thời đại"), mà sự phản ứng dữ dội của người hâm mộ đã dẫn đến việc bãi bỏ luật Kiểm duyệt trước năm 1996. Nhóm tan rã vào năm 1996, với mỗi thành viên theo đuổi các hoạt động solo.

## Các nhóm, nghệ sĩ nổi tiếng do ông tạo ra
Ông đã tạo ra các nhóm nhạc và nghệ sĩ nổi tiếng như: Big Bang, 2NE1, WINNER, iKON, Blackpink, PSY, Lee Hi... Ngoài ra ông còn tuyển chọn ca sĩ qua chương trình KPOP STAR để chọn ra được những ưu tú như nhóm nhạc Akdong Musician, thực tập sinh Bang Ye Dam. Ông còn tuyển chọn qua chương trình MIXNINE để chọn ra những thực tập sinh tốt nhất cho YG Entertainment.